# Hals- und Beinbruch
Die Redewendung Hals- und Beinbruch stellt wahrscheinlich eine Verballhornung eines ursprünglich jiddischen Ausdrucks dar und bedeutet Viel Glück als Wunsch an jemanden, dem eine Prüfung oder eine nicht leicht zu bewältigende Aufgabe bevorsteht.
Die jiddische Form hatsloche un broche des als Glück- und Segenswunsch (besonders bei Geschäftsabschlüssen) benutzten Ausdrucks mit der Bedeutung „Erfolg und Segen“ leitet sich von hazlacha uwracha (הצלחה וברכה [hatslaːxaː uvraːxaː]) aus dem Hebräischen ab – von lehazliach ([lehats'liaːx]) „gelingen lassen“ und lewarech ([levaː'rex]) „segnen“. Von deutschsprachigen Zuhörern wurden diese Worte als Hals- und Beinbruch verballhornt.
Alternativ ist die Erklärung denkbar, nach der die Schicksalsmächte gute Wünsche mit Vorliebe ins Gegenteil verkehren. Man kehrt also bereits die eigene Wunschäußerung um, um das Schicksal auszutricksen. Ende des 19. Jahrhunderts wurde in der Umgebung von Berlin Jägern in diesem Sinne Glück gewünscht, während der explizite Wunsch viel Glück! als Unglück bringend angesehen wurde.
Die englische Redewendung break a leg stammt möglicherweise aus der Übersetzung des deutschen „Hals- und Beinbruch“. Im Deutschen dürfte es sich bei den gleichbedeutenden Jargonausdrücken Holm- und Rippenbruch (Luftfahrt)  und Mast- und Schotbruch (Schifffahrt) sowie Kopf- und Bauchschuss (Militär) um Parallelbildungen oder Verballhornungen zweiter Ordnung handeln.
Die italienische Entsprechung des Ausdrucks lautet in bocca al lupo („dem Wolf ins Maul“). Auf Rätoromanisch lautet die Redewendung, semantisch gleich dem Italienischen, in bocca d’luf. Im Russischen sagt man ни пуха, ни пера (ni pucha, ni pera – „weder Daunen, noch Federn“). All diese Redewendungen beziehen sich auf die Jagd des Wildschweins und der Rehe.
Der deutsche Titel der US-Komödie Son of a Sailor aus dem Jahr 1933 lautet Mast- und Schotbruch!.